# Amelia Podetti
Amelia Podetti (Villa Mercedes, 12 de octubre de 1928 - Buenos Aires, 27 de marzo de 1979) fue una filósofa, escritora, ensayista y profesora universitaria de Argentina. Fue una de las principales motorizadoras de las llamadas Cátedras nacionales, perteneció a la agrupación Guardia de Hierro, dirigió la revista Hechos e Ideas y fue directora nacional de Cultura. Influyó considerablemente en el pensamiento del papa Francisco.

## Biografía
Su madre fue Amelia Lezcano, abogada y docente y su padre fue José Ramiro Podetti, el cual militó en FORJA y fue uno de los primeros jueces de los tribunales del Trabajo creados en 1944. De origen radical, ambos formaron parte del sector del radicalismo que apoyó la candidatura presidencial de Juan Domingo Perón en 1946, integrando la Junta Renovadora Radical en Mendoza. El 17 de octubre de 1945, con diecisiete años, estuvo con toda su familia en la Plaza de Mayo, en la histórica movilización obrera que liberó a Perón encarcelado por un sector de militares golpistas. Amelia Podetti se refería a ese día como “mi segundo nacimiento”.
Ya radicada en Buenos Aires, ingresó en 1946 a la carrera de Filosofía en la Universidad de Buenos Aires. Luego de que las mujeres obtuvieran en 1947 el reconocimiento de sus derechos políticos, en 1954 se afilió al Partido Peronista Femenino. Al ser derrocado el gobierno constitucional presidido por Perón en 1955, Podetti se sumó a la resistencia peronista que enfrentó a la dictadura militar.
Egresó de la Universidad de Buenos Aires UBA) en 1956 como licenciada en Filosofía. En 1960 y 1961 estudió en Europa. Entre 1963 y 1979 ejerció la docencia y la investigación en la Facultad de Filosofía y Letras de la UBA (Introducción a la Filosofía e Historia de la Filosofía Moderna), en la Universidad del Salvador (Gnoseología) y en la Universidad Nacional de La Plata (Filosofía de la Historia). También fue docente de la Facultad de Arquitectura de la UBA, en las cátedras Visión III y Visión IV, donde integró el grupo de investigación “El problema de la significación desde el punto de vista lógico, epistemológico y lingüístico”. Entre 1968 y 1976 fue codirectora del Grupo de Investigación sobre Pensamiento Argentino, del Instituto de Filosofía de la Universidad de Buenos Aires.
En la UBA, fue protagonista entre 1967 y 1972 del fenómeno de las Cátedras nacionales, una serie de cátedras críticas de la dictadura reinante, apoyadas en una bibliografía latinoamericanista en la que confluían el marxismo y el pensamiento cristiano posconciliar que estaba en ese momento conformando la Teología de la liberación. Podetti fue una de las iniciadoras del fenómeno en la Facultad de Filosofía y Letras, al organizar el Seminario de Pensamiento Argentino junto a Guillermina Garmendia en 1968. José Pablo Feinmann, partícipe de la experiencia de las Cátedras Nacionales recuerda la actuación de Amelia Podetti en los siguientes términos:

Fue hacia fines de 1969 cuando junto a Amelia Podetti, Guillermina Camusso y algunos -muy pocos- más, formamos un grupo de estudio del pensamiento argentino... Trabajamos con intensidad, seriamente, aportando cada uno lo mejor de si, enriqueciéndonos. Pero es sobre todo, el fervor y la deslumbrante inteligencia de Amelia Podetti lo que más recuerdo de esa experiencia.
José Pablo Feinmann

Podetti fue jefa de trabajos prácticos en la cátedra de Introducción a la Filosofía, cuyo titular era Orlando Pugliese, y también en la cátedra de Filosofía Moderna, cuyo titular era Andrés Mercado Vera, ascendiendo como profesora adjunta en ambas cátedras en 1970 y 1971, respectivamente. Fue especialmente con Mercado Vera con quien compartió la militancia en el peronismo y puntualmente en Guardia de Hierro, desde la elaboración de un “filosofar latinoamericano” apoyado en la lectura crítica de los clásicos europeos.
En 1969 escribió el prólogo a la tesis de Norberto Wilner, publicada bajo el título de Ser social y tercer mundo, dirigida por Justino O´Farrell, un texto que fue uno de los más disruptivos en la sociología argentina de la década de 1970.
En 1971 adhirió a la organización peronista Guardia de Hierro, en cuyo ámbito fundó y dirigió la revista Hechos e Ideas en 1973, con el advenimiento del tercer gobierno peronista, y desde la cual se convirtió en la principal ideóloga de la agrupación. Desde una perspectiva peronista, la revista asumió una postura de reivindicación del radicalismo de Hipólito Yrigoyen, pero no del ala conservadora de la UCR expresada por Marcelo T. de Alvear.
La obra de Podetti también atacó al "cientificismo", una expresión habitual en el movimiento estudiantil de la época, que criticaba aquellas investigaciones científicas que se realizaban según los criterios y objetivos de fundaciones extranjeras, principalmente de Estados Unidos, y no para dar respuesta a los problemas que presentaba la sociedad argentina y latinoamericana.
Aritz Recalde explica que el trabajo de Podetti se apoya sobre dos grandes supuestos: el primero de ellos, es revelar los aprioris de los pensadores europeos que les impide entender las sociedades no europeas; el segundo, es la organización de las ciencias sociales para profundizar las relaciones coloniales de Europa sobre el tercer mundo.
En 1975, bajo la presidencia constitucional de María Estela Martínez de Perón, fue designada a cargo de la Dirección Nacional de Cultura, creando el Premio Consagración Nacional, que sigue en vigencia, y que recibieron entre otros Leonardo Castellani, Yolanda Ortiz, Ernesto Sabato y Héctor Tizón.
Luego de la instalación de la última dictadura argentina, en marzo de 1976, Podetti se dedicó a estudiar el pensamiento latinoamericano, obra que fue recogida en forma póstuma en el libro La irrupción de América en la historia (1981), dedicado a pensar el mundo desde América. En sus últimos años Podetti había profundizado el estudio crítico de Hegel, concentrándose en la ausencia de América en la célebre marcha hegeliana de la historia de Oriente a Occidente, recurriendo a San Agustín para incorporar a América "como un espacio virtuoso desde donde se podía efectivamente plantear la universalidad", lejos del trasfondo imperial europeísta que sostiene el concepto de "Espíritu Absoluto" en el que finalizaba la historia según Hegel.

## Influencia sobre el papa Francisco
El papa Francisco estuvo en la década de 1970 cercano a la organización Guardia de Hierro a la que pertenecía Amelia Podetti. Allí y a través de la revista Hechos e Ideas, el por entonces padre Jorge Bergoglio, resultó hondamente influido por su pensamiento, al punto de que en 2007 prologó su libro Comentario a la Introducción a la Fenomenología del Espíritu.
Francisco ha dicho respecto a la influencia recibida de Podetti:

Influyó en mí el pensamiento de Amelia Podetti, decana de Filosofía de la Universidad, especialista en Hegel, que falleció joven. De ella tomé la intuición de las “periferias”. Ella trabajaba mucho en eso. Uno de sus hermanos sigue publicando sus escritos y apuntes. Leyendo a Methol Ferré y a Podetti tomé algunas cosas de la dialéctica, en una forma antihegeliana, porque ella era especialista en Hegel pero no era hegeliana.
Jorge Bergoglio

## Obras
Entre sus obras publicadas puede señalarse: 
- Husserl: esencias, historia, etnología, Editorial Estudios, Buenos Aires, 1969;
- Comentario a la Introducción de la Fenomenología del Espíritu, Facultad de Filosofía y Letras UBA, 1978;
- La irrupción de América en la historia, Centro de Investigaciones Culturales, prólogo de Armando Poratti, Buenos Aires, 1981;
- El pensamiento de Lévi-Strauss. Una visión crítica. Oficina de Publicaciones del Ciclo Básico Común, Eudeba, Buenos Aires, 1997.
- Comentario a la Introducción a la Fenomenología del Espíritu (2007), con prólogo de Jorge Bergoglio. Buenos Aires: Biblos.